# Lombardiet
 Der er for få eller ingen kildehenvisninger i denne artikel, hvilket er et problem. Du kan hjælpe ved at angive troværdige kilder til de påstande, som fremføres i artiklen.

Lombardiet er en af Italiens 20 regioner. Den ligger i den nordlige del af landet mellem Alperne og Po-dalen. Lombardiets hovedstad er Milano. Regionen er inddelt i 12 provinser, der igen er opdelt i 1.516 comuni med Milano som den største med 1,3 millioner indbyggere til Morterone med blot 31 indbyggere i medio 2022. 
Lombardiet dækker et areal på 24.000 km² og har 9.959.807 millioner indbyggere (31.5.2023).

## Historie
Området omkring det nuværende Lombardiet blev i århundrederne før Kristi fødsel beboet af forskellige folkeslag, senest etruskere og keltere. De sidste levede i de vestlige alperegioner og blev af romerne kaldt gallere. Den del af gallernes land der lå syd for alperne blev benævnt Gallia Cisalpina ("Gallien på denne side af alperne" – set fra Rom, naturligvis).
Efter Romerrigets fald blev området indtaget af langobarder, en germansk stamme der ifølge Paulus Diaconus var udgået fra det nuværende Skandinavien. 
Efter yderligere omvæltninger endte byerne i området med at organisere sig i små herredømmer, og specielt Milano og Mantova havde stærke fyrstefamilier der dominerede udviklingen i flere århundreder.
Ved slutningen af 1400-tallet blev Norditalien igen mål for fremmede invasioner, og Lombardiet blev besat først af Frankrig, derefter af Spanien. I 1706 overgik regionen til Østrig ved arv, og forblev under østrigsk styre – med korte afbrydelser under Napoleonskrigene som Kongeriget Lombardiet-Venetien – indtil Italiens samling som selvstændig stat (kendt som il Risorgimento).
45°39′N 9°57′Ø / 45.65°N 9.95°Ø